# Хасан Пайкер
Хасан Доган Пайкер (англ. Hasan Doğan Piker; нар. 25 липня 1991, Нью-Брансвік, Нью-Джерсі, США), також відомий як HasanAbi, — турецько-американський онлайн-стрімер, ютубер, інфлюенсер та лівий політичний коментатор. Його стріми зазвичай складаються з політичних та соціальних коментарів, ігор та медіаспоживання. Станом на 2025 рік, Пайкер є двадцять другим за кількістю підписників каналом на стрімінговій платформі Twitch.

## Раннє життя та освіта
Хасан Пайкер народився в турецькій родині в Нью-Брансвіку, штат Нью-Джерсі, але виріс у Стамбулі та був вихований як мусульманин. Родина його батька емігрувала до Туреччини з Салонік та Криту, Греція. Його батько, Мехмет Бехчет Пайкер, — політолог та економіст, який входив до ради директорів (і був віце-президентом) Sabancı Holding, а також є одним із засновників Партії майбутнього в Туреччині. Його мати, Улькер Седеф Пайкер (уроджена Уйгур) — історик мистецтва та архітектури, яка викладає в Технологічному інституті Нью-Джерсі. Його дядько Дженк Уйгур — політичний коментатор і співзасновник новинної мережі «Молоді турки».
Пайкер повернувся до Сполучених Штатів і навчався в Університеті Маямі, потім перевівся до Ратґерського університету, який закінчив cum laude, отримавши подвійну спеціалізацію з політології та комунікаційних досліджень у 2013 році.
У 2013 році Пайкер переїхав до Лос-Анджелеса, Каліфорнія, після закінчення Ратґерського університету. У 2021 році Пайкер придбав двоповерховий будинок площею 3800 квадратних футів (353 м²) у Західному Голлівуді, Каліфорнія, за 2,7 мільйона доларів. Більшість стрімів Хасана були зняті в його будинку. Хасан зазвичай проводить близько 10 годин на день, проводячи стріми у своїй студії.

## Кар'єра

### Молоді турки
Під час останнього курсу коледжу у 2013 році Пайкер проходив стажування в «Молодих турках» (TYT), прогресивному новинному шоу та мережі, співзасновником якого є його дядько Дженк Уйгур. Після закінчення навчання Пайкера взяли на роботу до мережі, до відділу продажів реклами та бізнесу. Він попросив дозволу вести шоу, коли потрібна була підміна, а пізніше став ведучим і продюсером.
У 2016 році Пайкер створив і вів «The Breakdown» – серію відео для мережі TYT, яка транслювавлая на Facebook і представляла ліві політичні аналізи, орієнтовані на той час на міленіалів-прихильників кандидата в президенти Берні Сандерса. Пайкер також публікував політичний контент для HuffPost з 2016 по 2018 рік.

### Twitch
Пайкер почав стрімити на Twitch у березні 2018 року, ще працюючи в TYT. У січні 2020 року він покинув TYT, щоб зосередитися на своїй кар'єрі стримера на Twitch. Пайкер сказав, що переключив свою увагу з Facebook на Twitch, щоб охопити молодшу аудиторію, а також через те, що, на його думку, переважала права позиція коментаторів на YouTube та браку представництва лівих серед стрімерів. Він став популярним лівим політичним коментатором і був запрошений виступити на програмі KTTV «The Issue Is» та в політичному подкасті «Chapo Trap House». Його канал на YouTube містить найцікавіші моменти його стрімів, а у 2022 році кількість підписників перевищила 1 000 000. Пайкер також транслює ігровий процес та коментує відеоігри на своєму каналі Twitch. Іноді Пайкер грає роль «Хенка Пекера», етнополітичної карикатури на правого реднека.

#### Відсторонення
Під час трансляції на Twitch 20 серпня 2019 року Пайкер висміяв члена Палати представників США Дена Креншо, ветерана SEAL Team 3, який служив в Афганістані, за його підтримку американського військового втручання за кордоном. Пайкер сказав про Креншо: «Що, чорт забирай, не так з цим чуваком? Хіба він не пішов на війну і буквально не втратив око, бо якийсь моджахед, хоробрий клятий солдат, трахнув його в очну дірку своїм членом?» додавши, що Креншо «заслужив» на свою долю.
У тому ж стрімі Пайкер розкритикував американську зовнішню політику та зробив суперечливі коментарі щодо терактів 11 вересня 2001 року, зокрема «Америка заслуговувала на 11 вересня». Його заяви викликали обурення в соціальних мережах та інших ЗМІ. Креншо заявив, що коментарі Пайкера були «огидним захистом терористичних атак 11 вересня проти американців». У відповідь Пайкер назвав свої коментарі сатиричними та посилався на зовнішню політику США як таку, що сприяє створенню умов для здійснення подій, подібних до 11 вересня, але визнав, що мав би використовувати «більш точні» формулювання. Twitch забанив Пайкера на один тиждень через ці коментарі.
13 грудня 2021 року Пайкера було забанено на Twitch на один тиждень за неодноразове використання расового епітета «крекер» під час стрімів. Пайкер стверджував, що цей термін не слід розглядати як образу на адресу білих людей, оскільки людина, яка його використовує, є «безсилою» та «робить це як людина, яку історично гнобили, випускаючи пару». У серпні 2023 року в журналі «New Media & Society» було розкритиковано Twitch за покарання Пайкера, тоді як на платформі поширені епітети, спрямовані проти меншин.
28 лютого 2025 року Пайкер заявив, що якби республіканців «цікавило шахрайство з Medicare або Medicaid, [вони] вбили б Ріка Скотта», маючи на увазі причетність Скотта до шахрайства з Medicare та Medicaid, коли він був генеральним директором Columbia/HCA. 3 березня Пайкер був забанений на 24 години на Twitch через цей коментар.
25 травня 2025 року Пайкера забанили на Twitch на 24 години після того, як він показав нібито маніфест Еліаса Родрігеса, винуватця вбивств в посольстві Ізраїлю у Вашингтоні. Невдовзі після цього Twitch забанив Пайкера, посилаючись на їхню політику «неналежного поводження з терористичною пропагандою».

### Президентські вибори в США 2020 та 2024 років
19 жовтня 2020 року представниця США Александрія Окасіо-Кортес співпрацювала з Пайкером та іншою стрімеркою на Twitch, Pokimane, щоб організувати стрім гри представниці в популярну багатокористувацьку гру Among Us для ініціативи «Get out the vote» на майбутніх президентських виборах. Трансляція вийшла в ефір наступного дня, в ній взяли участь Окасіо-Кортес і представниця США Ільхан Омар, які грали в гру з Пайкером та іншими популярними стрімерами Twitch, досягнувши загальної аудиторії майже 700 000 одночасно.
Під час перших президентських дебатів 2020 року в США, що відбулися 29 вересня, коментарі Пайкера до трансляції переглянули понад 125 000 глядачів, що є найвищою кількістю переглядів дебатів на Twitch. Стрім Пайкера, присвячений результатам президентських виборів у США 2020 року, досяг піку в 230 000 одночасних глядачів і став шостим за популярністю джерелом висвітлення виборів на YouTube та Twitch, займаючи 4,9% ринку. Він був найпопулярнішим стримером на Twitch протягом тижня виборів; його 80 годин стрімів переглядали в середньому 75 000 глядачів одночасно протягом 6,8 мільйона годин. Стрім Пайкера досяг нового максимуму в 231 000 глядачів під час нападу на Капітолій США 6 січня. Загалом трансляцію виборів 2024 року на каналі Пайкера дивилися 7,5 мільйона глядачів.

### Висвітлення війни в Газі
Пайкер регулярно висловлювався про війну в Газі, захищаючи палестинців та критикуючи ізраїльський уряд. Ендрю Маранц з газети «Нью-Йоркер» зазначив, що критика Пайкером Ізраїлю, а також його коментарі щодо ХАМАС, хуситів та «Хезболли» викликали суперечки. Проізраїльська група «StopAntisemitism» номінувала Пайкера на звання «Антисеміта року» у 2024 році.
У січні 2024 року Пайкер взяв інтерв'ю у єменського самопроголошеного «пірата», який зняв себе на відео на борту «Galaxy Leader», судна під прапором Багамських островів, яке перебуває в полоні у хуситів з листопада 2023 року.
У листопаді 2024 року конгресмен Річі Торрес розкритикував Twitch за нібито «посилення антисемітизму», зокрема закликаючи до розслідування щодо Пайкера. Пайкер захищався, стверджуючи, що він не критикував єврейський народ загалом і був лише антисіоністом. Кампанія, організована різними коментаторами, зокрема стримером Destiny, переконувала рекламодавців залишити Twitch через поширення на платформі ймовірного антисемітизму, зокрема політичних коментарів Пайкера щодо конфлікту. Як кампанія тиску, так і Річі Торрес опублікували кліпи з каналу Пайкера, які, на їхню думку, були антисемітськими. Пайкер відкинув звинувачення, стверджуючи, що кліпи були вирвані з контексту. Через скандал деякі рекламодавці прибрали рекламні замовлення.

### Збори коштів
Під час російського вторгнення в Україну Пайкер у партнерстві з CARE зібрав понад 200 000 доларів США для допомоги Україні, граючи в «Elden Ring», а його репортажі про конфлікт дивилися в середньому понад 70 000 людей.
Після землетрусу у Туреччині та Сирії 6 лютого 2023 року Пайкер організував збір коштів, до якого також долучилися та який просували інші стрімери та творці контенту, зокрема Jacksepticeye, Valkyrae, Людвіг Агрен та IShowSpeed. Станом на 10 лютого в рамках збору коштів було зібрано понад 1 200 000 доларів США для благодійних організацій, таких як турецьке та сирійське відділення CARE International, а також для двох турецьких неурядових організацій: Асоціації пошуку та рятування AKUT та Ahbap, заснованої турецьким музикантом Халуком Левентом.
Під час війни в Газі, станом на 21 жовтня 2023 року, благодійна кампанія Пайкера на його каналі зібрала понад 1 000 000 доларів США для «Фонду допомоги дітям Палестини», «Американської організації допомоги біженцям на Близькому Сході», «Медичної допомоги палестинцям» та «Палестинського товариства Червоного Півмісяця».

### Інші проекти
З 2021 року Пайкер веде подкаст «Fear&» (раніше — «Fear&Malding») разом зі своїм другом та колегою-стрімером на Twitch Віллом Неффом. Стримери QTCinderella та AustinShow пізніше приєдналися до подкасту як співведучі у 2022 році.
З 26 вересня 2021 року по 12 жовтня 2023 року Пайкер був співведучим лівого політичного подкасту «Leftovers» разом зі співведучим Ітаном Кляйном. Пізніше між ними виникла публічна сварка через розбіжні погляди на ізраїльсько-палестинський конфлікт. Хоча і Кляйн, і Пайкер звинувачували Ізраїль у геноциді, Кляйн звинуватив Пайкера у співчутті до тероризму, тоді як Пайкер звинуватив Кляйна у расизмі.